# Strudse
Strudse er en familie af fugle med en slægt og to nulevende arter, der begge lever i Afrika.
Familie: Struthionidae
- Slægt: Struthio
  - Art: Masaistruds (Struthio camelus)
  - Art: Somalistruds (Struthio molybdophanes)

Afrikansk struds har tidligere været anvendt som en fællesbetegnelse for de to strudsarter. Masaistruds omtales i daglig sprogbrug oftest blot som struds.